# Битва при Белоканах
Битва при Белоканах 9 (21) марта 1803 года — произошла в ходе Джаро-Белоканской экспедиции русских войск между вторгшейся в Джаро-Белоканские общества русской армией при поддержке грузинского ополчения и союзными войсками горцев.

### Предшествующие события
Князь Цицианов поручил генералу Гулякову сделать обширную рекогносцировку берегов Алазани и собрать по возможности точные сведения о намерениях горцев, а вместе с тем избрать места для постройки по Алазани передовых редутов. В случае встречи с неприятелем и его поражения Гуляков должен был следовать далее и потребовать выдачи царевича Александра, а также добиться согласия на ввод в Белоканы и Джар русских гарнизонов.
6 (18) марта, переправившись через Алазань у села Анага, войска Гулякова направились к Белоканам.

### Ход сражения
Прибрежные селения были оставлены жителями, и Гуляков был вынужден двинуться к Белоканам с целью принудить горцев к переговорам. Под проливным дождём, через топкие болота, не имея проводников и не зная местности, войска к 9 (21) марта подступили к Белоканам. Посланный в разведку отряд полковника Дренякина заметил в густой чаще перед селением сильное укрепление горцев, ограждённое с флангов топким болотом и камышами. Обойти укрепление было невозможно, и чтобы пройти к Белоканам, необходимо было овладеть этим укреплением. Оборону здесь держали до десяти тысяч горцев, и с ними были царевичи Александр и Теймураз.
Лично осмотрев укрепление горцев и ознакомившись с местностью, генерал Гуляков убедился, что артиллерию через лес провести невозможно. Оставив грузинскую конницу прикрывать вагенбург, он выделяет войска для обхода укрепления горцев с флангов, а сам во главе основных сил бросается в стремительную штыковую атаку. Горцы встретили наступавших сильным ружейным огнём, но наступавшим удалось взять укрепление, и горцы бросились в отступать в Белоканы. Преследуя отступавших горцев, русские войска на их плечах врываются в Белоканы. Хотя Белоканы находились на открытой и доступной местности, но всякий почти дом, окружённый каменной оградой, представлял собой отдельный форт и мог служить хорошим укреплением. Взятие селения превратилось бы кровопролитный штурм каждого дома, но горцы, преследуемые более трёх километров, не успели занять сильно укреплённые Белоканы, вынуждены были оставить село и рассеялись по округе.
Батальон Кабардинского полка во главе с майором Алексеевым двинулся вправо, чтобы отрезать горцам отступление в горы, но успел настигнуть только их арьергард, который и поплатился значительными потерями. Русские войска потеряли 7 убитыми и 33 раненными. Горцы потеряли убитыми 500 человек, более 850 было взято в плен, грузинская конница захватила 6 знамён, были взяты в плен также 2 грузинских князя из свиты царевича Александра, также все его вещи и письма. Белоканы были сожжены, за исключением нескольких каменных домов. Грузинское ополчение разбрелось по округе, истребляя рассеянных горцев и сжигая окрестные села в отместку за набеги. Генерал Гуляков вынужден был принять меры по предотвращению этих расправ.

### Последствия
Сражение сыграло ключевую роль в походе, весть о поражении горцев быстро распространилась по округе, войска их союзника Шекинского хана бросились бежать в Шекинские владения, разоряя по пути селения своих союзников. В рядах горцев царило смятение. 29 марта (10 апреля) Гуляков без боя вошёл в покинутый горцами Джар. 12 (24) апреля начались мирные переговоры, Джаро-Белоканские общества и Илисуйский султанат были присоединены к России с обязательством выплачивать дань, прекратить набеги и не пропускать через свою территорию горские партии из Дагестана.